# Pieter Cornelisz. Kunst
Pieter Cornelisz. Kunst (Leiden, 1484/1490 - aldaar, 1560/1561) was een Nederlandse kunstschilder en glasschrijver (graveur).

## Biografie
Kunst was een van de drie zonen van de kunstschilder Cornelis Engebrechtsz.. Hij was een leerling van zijn vader en werkte behalve als kunstschilder ook als glasschrijver. Hij maakte historische allegorieën, tekeningen en glasgravures. Zijn broers Cornelis Cornelisz Kunst en Lucas Cornelisz de Kock waren eveneens kunstschilder. In 1509 trouwde Kunst met Marijtgen Gerritsdr van Dam, met wie hij een zoon en dochter kreeg: Adriaen Pietersz, die ook glasschrijver was, en Marijtgen.

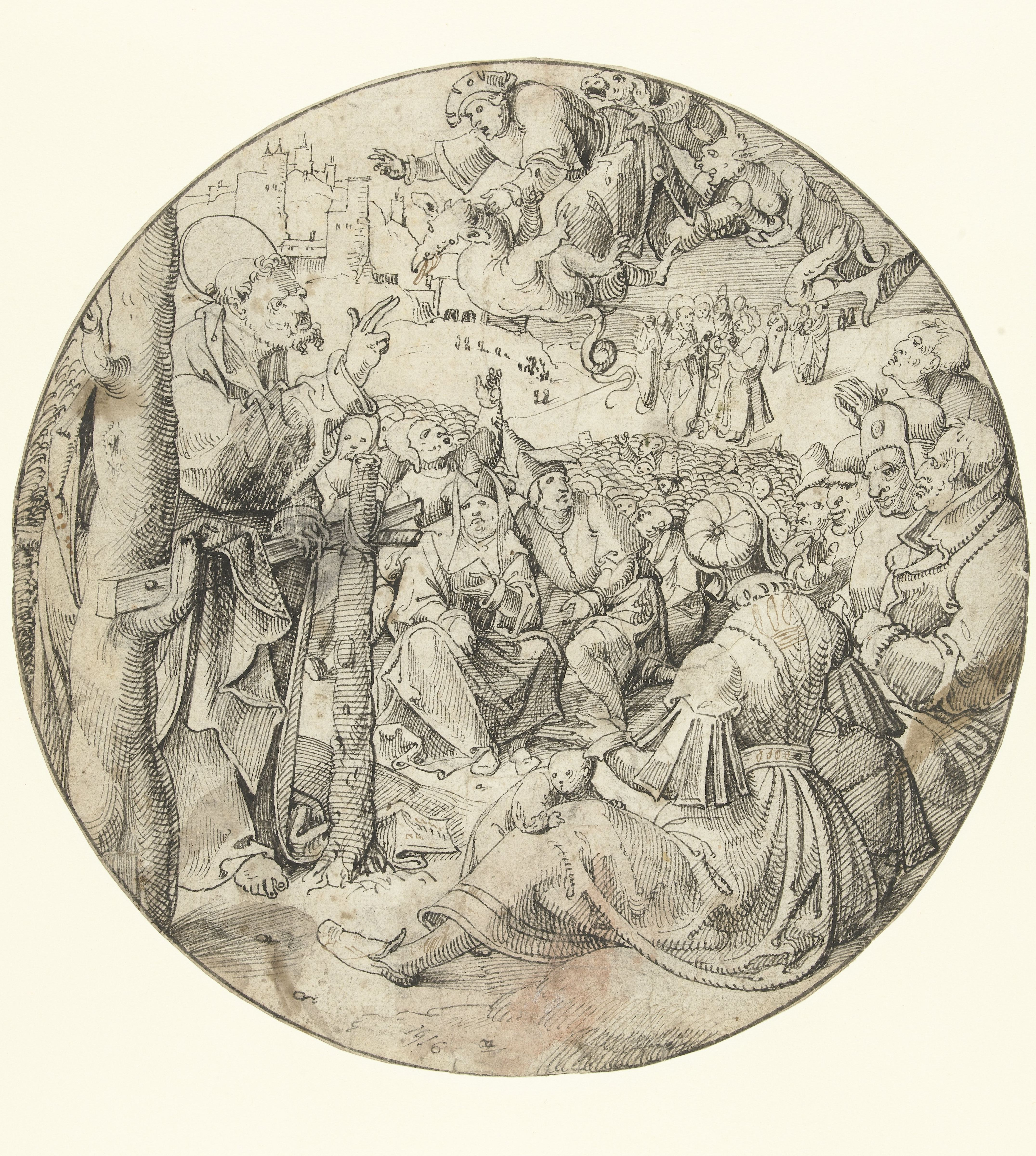
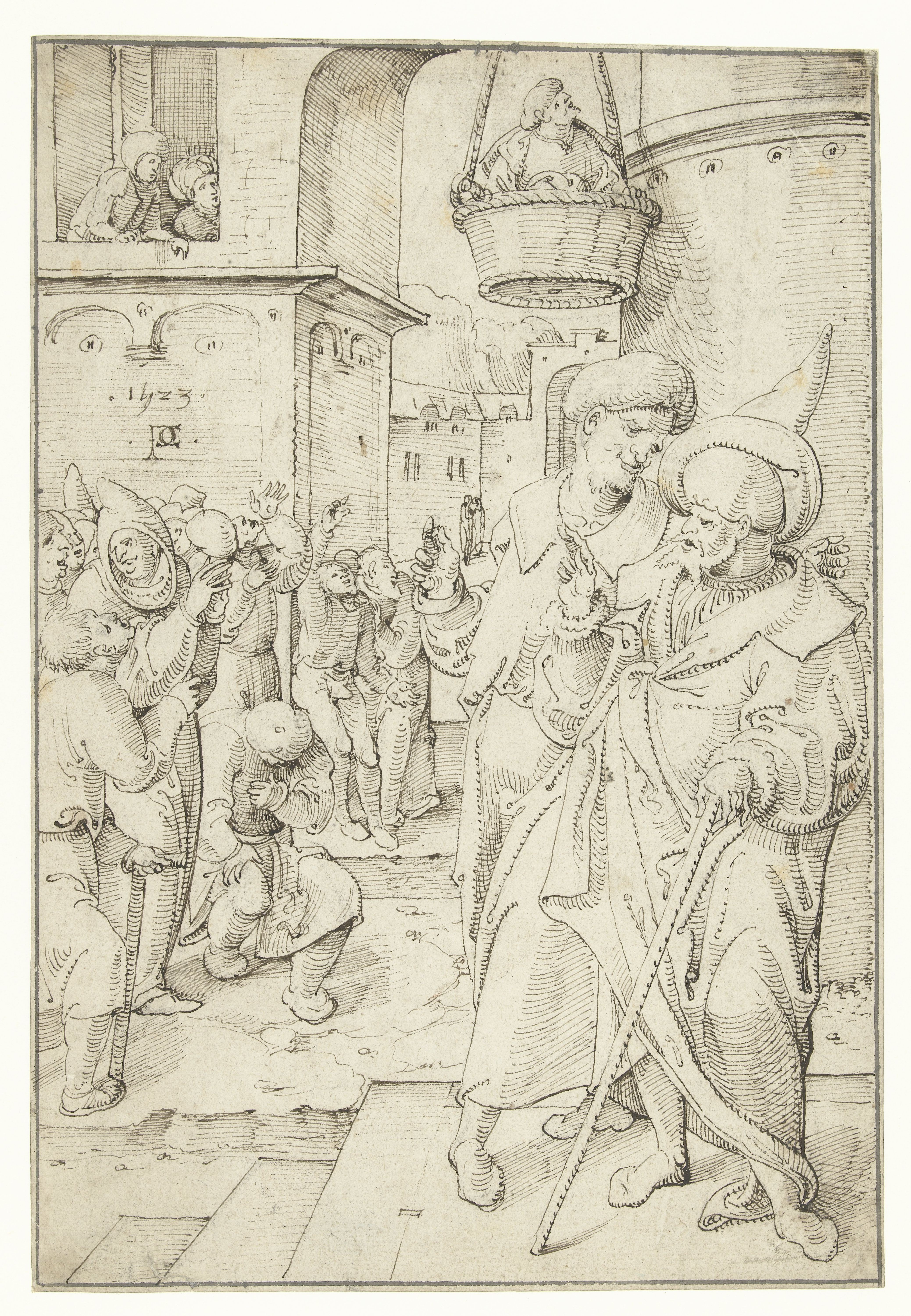
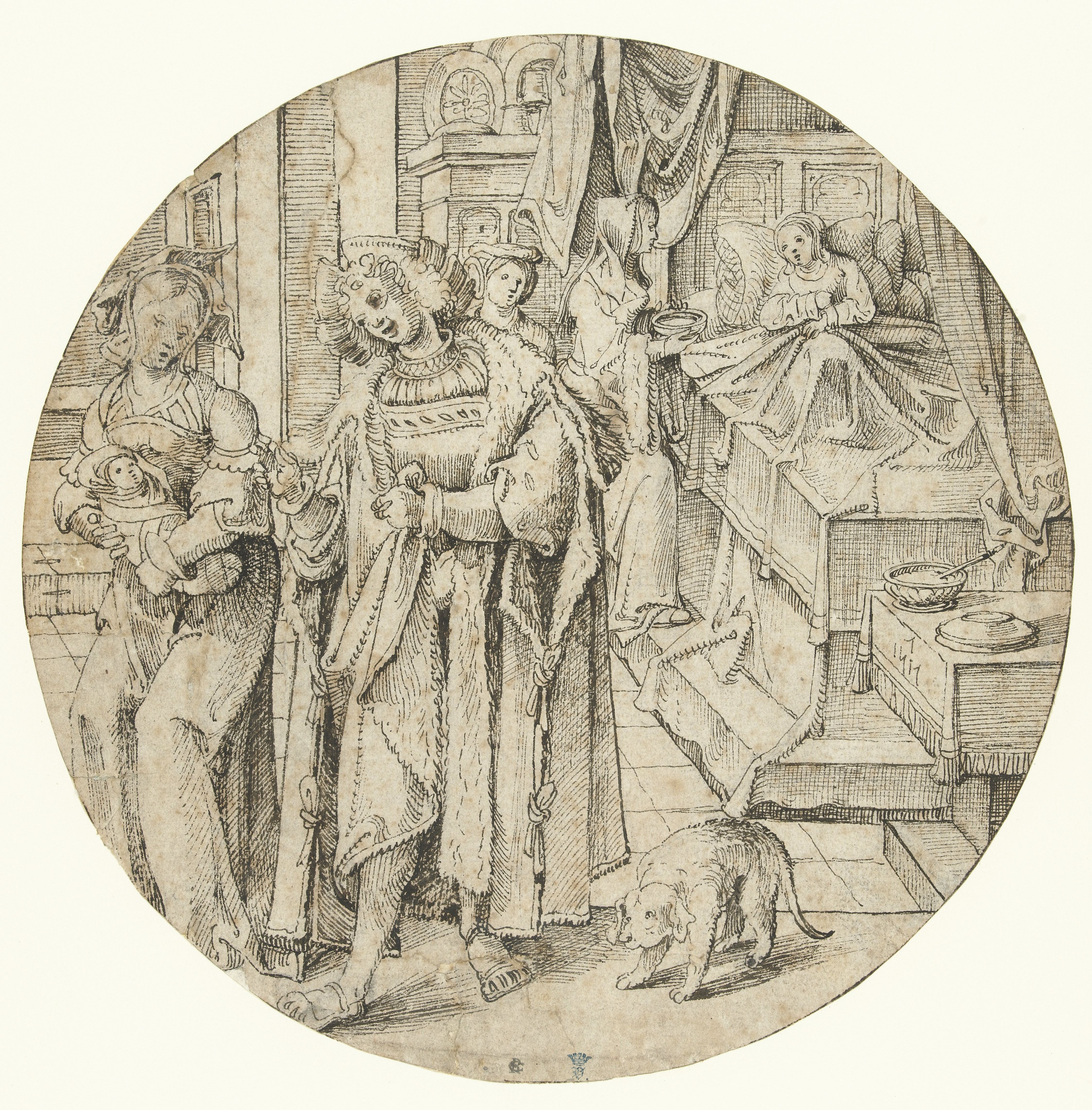